# Cançoneret Rovirola
El Cançoneret Rovirola, també conegut com a cançoner de Riudellots, és un petit recull de poesies de començaments del segle xvi que reflecteix la religiositat popular anterior als trasbalsos que patí el cristianisme durant aquell segle. Constitueix un testimoni de com se celebrava popularment —i religiosament— el Nadal abans de la uniformització litúrgica i devocional impulsada pel  Concili de Trento. Aquest aplec, format per trenta-set poesies majoritàriament en català —amb tres excepcions en llatí i castellà—, recull composicions probablement transmeses per via oral. La majoria són nadales que no només aporten dades sobre l’evolució de la llengua catalana, sinó també sobre la vida quotidiana d’una comunitat parroquial rural a la Catalunya de l’època. Totes les peces són anònimes, excepte la número quinze que atribueix la seva autoria a un tal Adrianus, amb la fórmula llatina «Adrianus me fecit».

## Origen
El 1507, mossèn Martirià Plaja va compilar a Riudellots un cançoner manuscrit que havia de servir per celebrar els oficis i celebracions de Nadal a l’església del poble. El manuscrit, amb data de 1508, s'hi ressenyà que mossèn Bartomeu Rovirola, rector de la parròquia, n'era el propietari del manuscrit escrivint-hi «Aquest cançoner és de mi» i datat a Riudellots. Probablement,  com afirma la musicòloga Ester Garcia i Llop, els dos preveres hi havien coincidit, sigui perquè eren rector i vicari o perquè Plaja hi feia de predicador ocasional. Potser en temps d’Advent o sigui de preparació del Nadal.
Fos com fos, a la fi del segle XIX el manuscrit va arribar a mans d’Enric Claudi Girbal, erudit i historiador gironí que reconegué el seu valor i el salvà de la destrucció.

## Estudis
Així, Girbal fou el primer a donar notícia del contingut d'aquest manuscrit i de publicar totes les seves poesies en diversos exemplars de la Revista de Girona entre 1889-1892.
A inicis del segle XX Jaume Massó i Torrents va fer-ne una edició completa del manuscrit que era de la seva propietat. El 1908 en va fer donació a la Biblioteca de Catalunya. També, el 1906, Ernest Moliné i Brasés va fer-ne una edició.
L’edició erudita de referència d'aquest manuscrit s'edità el 1949 de la mà de Josep Romeu i Figueras que la va encloure dins la seva monografia Cançons nadalenques del segle XV editada per Barcino.
Ja el segle XXI sota la coordinadoció d' Elvis Mallorquí, es publicà com a El Cançoner de Riudellots: Nadales d’una parròquia gironina dels anys 1507-1508. Editat a Riudellots de la Selva amb el suport del seu Ajuntament el 2024.

## DeCançoneret RovirolaaEl cançoner de Riudellots.Els dubtes de la seva localització

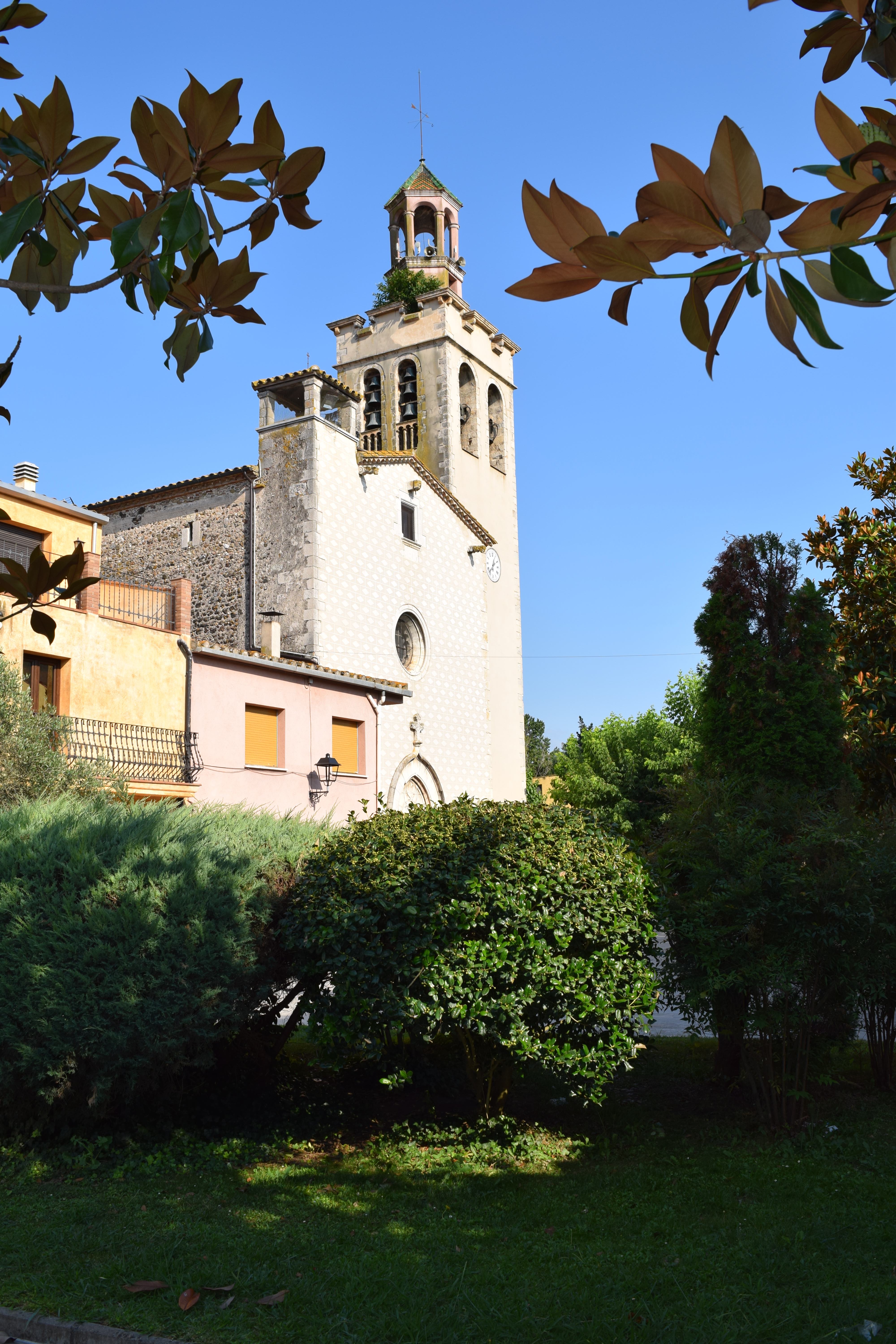
La parròquia de Riudellots de la Selva. Un dels dos possibles llocs on es recopilà l'anomenat Cançoner Rovirola

Josep Romeu havia plantejat el dilema si el topònim «Ridelots» del manuscrit calia situar-lo a Riudellots de la Creu o bé a  Riudellots de la Selva.
Els treballs de l'historiador Elvis Mallorquí apunten que els estudis contextuals situen el manuscrit en aquesta darrera població. Mostrant que a Riudellots de la Selva es troba un antic mas anomenat Rovirola. Entre els membres de la família d'aquell mas hi ha documentat un Bartomeu Rovirola, prevere beneficiari de Santa Maria de Riudellots el 1533, probablement l’homònim propietari del manuscrit, segons dades de l'Arxiu Comarcal de la Selva. D'aquí que Mallorquí proposà denominar com a Cançoner de Riudellots de la Selva l'aplec que manà copiar o reunir mossèn Bartomeu Rovirola. Ja que la vinculació del propietari del manuscrit com a beneficiari de l'església de Riudellots de la Selva sembla clara.
També, com ja s'ha esmentat, la musicòloga Ester Garcia i Llop situa a qui va confegir-lo, el també prevere Marturià o Martirià Plaja, com a funcionari curial del bisbat de Girona i que és documentat fins al 1523. També el canvis cal·ligràfics denoten algun afegit posterior al manuscrit inicial.

## La música
El cançoner era un recull de poesies per ser interpretades, a la manera contrafacta, és a dir utilitzant melodies de cançons que, de segur, ja eren ben populars i conegudes. Així, per exemple, s'indica que la cançó número cinc es cantarà amb la música de la cançó «Trista és ma vida».
Fets que, per una banda, apunten que a les festes religioses amb molta participació popular no sempre els cants eren sobre tonades religioses sinó que el text religiós era moltes vegades sobreposat a melodies que tothom coneixia prou bé. També el cançoner, com el Llibre Vermell de Montserrat enclou danses religioses com la cançó número tres.

## Contingut
Els títols de les cançons aplegades per Martirià Plaja i les peces musicals de les quals s'ha de prendre la melodia es poden consultar a la base de dades Manuscrits Catalans de l’Edat Moderna (MCEM) de l'Institut d'Estudis Catalans.